# Penedo (Alagoas)
Penedo è un comune del Brasile nello Stato dell'Alagoas, parte della mesoregione di Leste Alagoano e della microregione di Penedo, situato in riva al fiume São Francisco.